# Fuso horário

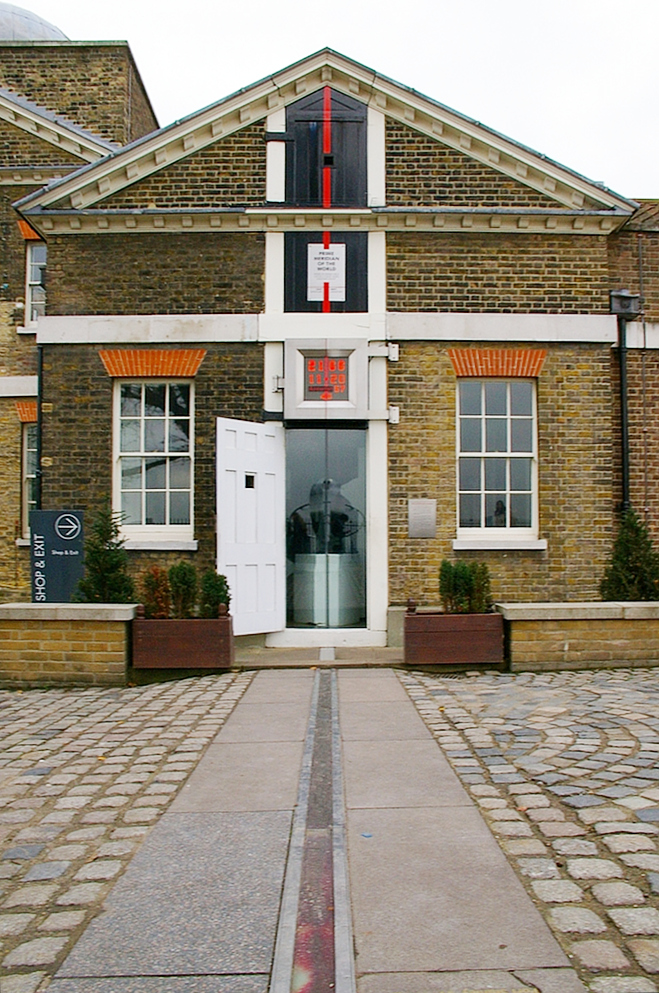
Meridiano zero, marcado no Observatório de Greenwich, a leste de Londres, atrás da porta envidraçada percebe-se a base do eixo (garfo) do telescópio de monitoramento da passagem meridiana.

Os fusos horários são cada uma das vinte e quatro áreas fusiformes em que convencionalmente se divide a Terra para efeitos de definição (ou atribuição) horária de acordo com o movimento aparente do Sol. O termo fuso denomina a porção de superfície esférica compreendida entre dois semiplanos que partam de quaisquer dois diâmetros (meridianos) da esfera, assemelhando-se à superfície externa de um gomo de laranja. Anteriormente, por volta do ano 1300, ou já antes, usava-se o tempo solar aparente, passagem meridiana do Sol (passagem do Sol pelo meridiano do lugar, que ocorre ao meio-dia solar de cada lugar), de forma que a hora do meio-dia se diferenciava de uma cidade para outra. Os fusos horários (e posteriormente as zonas horárias - zonas geográfico-políticas onde se aplica oficialmente a mesma hora) corrigiram em parte o problema ao colocarem os relógios de cada região no mesmo tempo solar médio.

## Definição
Os fusos horários estão centrados nos meridianos das longitudes que são múltiplos de 15°; as zonas horárias seguem os fusos horários de forma aproximada. Os fusos horários estão definidos geograficamente, enquanto as zonas horárias são definidas politicamente. Estas são bastante irregulares devido às fronteiras nacionais dos vários países (ou fronteiras administrativas internas nos países que contém mais do que uma zona horária) ou devido a questões políticas (caso da China, que poderia abranger algo como 4 zonas horárias, mas obriga todo o país a utilizar o horário de Pequim com evidentes distorções no oeste chinês, onde quando não é inverno o sol nasce por volta das nove horas da manhã).
Todos os fusos horários e zonas horárias são definidos em relação ao Tempo Universal Coordenado (UTC). O fuso horário que contém Londres estabelece a referência (UTC ou UTC+0) por ser nele que se localiza o meridiano de Greenwich, ou meridiano 0º, que é o meridiano central do fuso horário. Na primavera e no verão a zona horária de Londres tem vindo a passar para o chamado horário de verão, passando a seguir o horário do fuso UTC+1. Das zonas horárias centradas no mesmo fuso que Londres, algumas adotam o chamado horário de verão (Dublin e Lisboa, por exemplo) enquanto outras não o fazem (Reiquiavique, Dakar e Bissau, por exemplo). Como as zonas horárias são definidas politicamente por cada país, em muitas delas o horário legal está desfasado do horário do seu fuso horário de referência.

## História

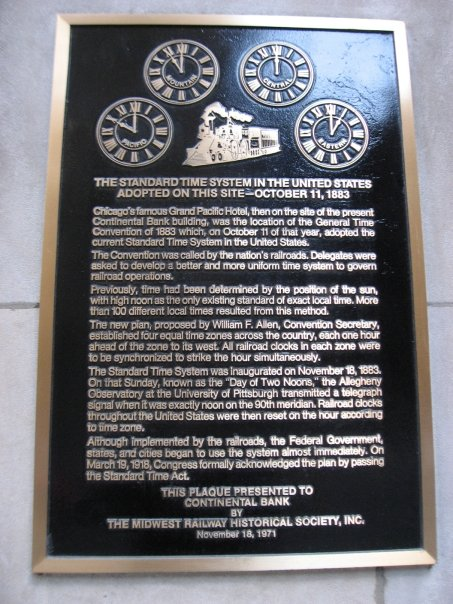
Placa comemorativa da Railway General Time Convention de 1883.

A hora era uma característica extremamente local. Antigos viajantes tinham que acertar o relógio toda vez que chegavam a uma cidade nova. O acerto de horas era feito através do sol: o meio-dia representava o ponto mais alto que a estrela alcançava. Grande parte das empresas, devido a estas irregularidades resolveram fixar cem fusos dos caminhos de ferro. Esta prática ocorreu até 1883.
Na Grã-Bretanha, foi criada uma única hora legal para todo o país (Inglaterra, Escócia e País de Gales), sendo o autor original desta ideia o Dr. William Hyde Wollaston. Com isto, a prática foi se popularizando.
A Great Western Railway, foi a primeira companhia de trem a utilizar a hora Greenwich Mean Time (GMT) ou Tempo Médio de Greenwich. Em 1847, praticamente todas utilizavam este sistema.
O matemático italiano Quirico Filopanti introduziu a ideia de um sistema mundial de fusos horários em seu livro Miranda!, publicado em 1858. Ele propôs 24 fusos horários horários, que ele chamou de "dias longitudinais", o primeiro centrado no meridiano de Roma. Ele também propôs um tempo universal para ser usado em astronomia e telegrafia. No entanto, seu livro não atraiu atenção até muito depois de sua morte.
O senador do Canadá, Sandford Fleming, em 1878, sugeriu um sistema internacional de fusos horários. Seu pensamento era dividir a Terra em 24 faixas verticais, onde cada uma delas era um fuso de uma hora. O planeta possui 360° de circunferência, assim sendo, cada faixa teria 15° de largura longitudinal. Em 1879, o estudo foi publicado no jornal do Instituto do Canadá de Toronto. Com a aprovação norte-americana, em 18 de novembro de 1883, as linhas de trem passaram a utilizar os fusos.
Em 1884, foi realizada a Conferência Internacional do Primeiro Meridiano, em Washington, D.C., Estados Unidos. A proposta era padronizar a utilização mundial da hora legal. Acabou sendo aceita a teoria de Fleming. A longitude 0° passaria pelo Observatório Real de Greenwich. Os outros fusos seriam contados positivamente para leste, e negativamente para oeste, até ao Meridiano de 180º - o Antimeridiano, situado no Oceano Pacífico, onde seria a Linha Internacional de Mudança de Data.

## Cálculo aproximado eLei de Aldrin
O cálculo é aproximado por questões de existir o horário de verão e convenções políticas de cada país.
O planeta Terra possui forma geoide com circunferência de 360°, com uma rotação completa a cada 24 horas. Ou seja, para cada hora a Terra se desloca 15° (sentido anti-horário). Os fusos são determinados pelo meridiano 0 na cidade de Greenwich, próxima a Londres. Desta forma, de quinze em quinze graus a leste, os fusos são numerados positivamente (+1, +2, +3...+12) e a oeste negativamente (-1, -2, -3...-12).
Para saber o horário de alguma cidade é necessário conhecer o meridiano que está e a posição em relação a Greenwich (leste ou oeste).
O cálculo é feito através da verificação dos fusos no mapa, subtraindo o menor do maior. E atentando para o jogo de sinais. Depois, deve ser somada esta diferença à hora legal se estiver a leste e subtraída caso esteja em oeste.
{\displaystyle ({\mbox{Fuso maior}})-({\mbox{Fuso menor}})={\mbox{Diferença de fusos}}\pm {\mbox{hora legal}}}
O método conhecido como "Lei de Aldrin" determina a diferença de fusos horários entre 2 locais. Ele é formado por 2 passos:
1°: Descobrir a diferença em graus entre as regiões (DG). "Longitude A" ± "Longitude B" = DG. Regiões em hemisférios iguais subtraem-se os graus; regiões em hemisférios diferentes somam-se os graus.
2°: Descobrir a diferença em horas dos fusos (DH). Esta é mensurada pela razão da diferença em graus por 15 (DG/15 = DH). Achando assim a diferença entre os fusos horários.
| Sigla     | Significado                            | Tradução                                | Descrição |
| --------- | -------------------------------------- | --------------------------------------- | --- |
| GMT       | Greenwich Mean Time                    | Tempo Médio de Greenwich                | Refere-se a Greenwich, onde ficou definido por convenção, a base para cálculo internacional de horário.                                        |
| ST        | Standard Time                          | Tempo Padrão                            | Hora oficial em cada fuso horário. |
| DST       | Daylight Saving Time ou Summer Time    | Horário de verão                        | Alteração do horário de uma região, designado apenas durante uma porção do ano, adiantando-se em geral uma hora no fuso horário oficial local. |
| UT        | Universal Time                         | Tempo Universal                         | Usado em astronomia, tem por base a rotação da Terra.                                                                                          |
| UTC       | Universal Time, Coordinated            | Tempo Universal Coordenado, tempo civil | Os fusos horários são relativos a ele. |
| IAT       | International Atomic Time              | Tempo Atômico Internacional             | Sua base são os relógios atômicos. |
| A.M./P.M. | Ante Meridiem/Post Meridiem (do latim) | Antes do meio dia/Após o meio dia       | Usados em povos que consideram um ciclo de 12 horas.                                                                                           |
| HL        | -                                      | Hora Legal                              | Hora oficial do país. |

## Extensões dos fusos
Os limites entre zonas horárias, como é bem conhecido, não seguem necessariamente os meridianos múltiplos de +/- 15°. Seguem fronteiras políticas entre nações, províncias, estados dentro dos países, convenções e definições dos países.
Pode-se considerar que na linha do Equador cada fuso (15°) apresenta uma largura média da ordem de 1 667 km.
Os fusos vão tendo reduzida sua largura média, à medida que se aproximam dos Polos. Assim, nos trópicos de Câncer e Capricórnio essa largura média dos 15° de cada fuso seria da ordem de 1 529 km.
A extensão leste-oeste dos fusos é, na altura dos Paralelos 30° Norte e 30° Sul, de cerca de 1 443 km. Nas Latitudes 50° Norte e 50° Sul os fusos apresentam largura média de 1 071 km.
Na proximidade dos polos, Latitudes 80° Norte e 80° Sul, a largura de cada fuso é de apenas 289,4 km.

## Meridianos
Para interlocutores, foi convencionada uma letra e um nome para cada meridiano. O sistema pode funcionar mesmo em condições adversas de transmissão de rádio. A letra J (Juliet), representa a hora do observador e a Linha Internacional de data fica entre o M e o Y.

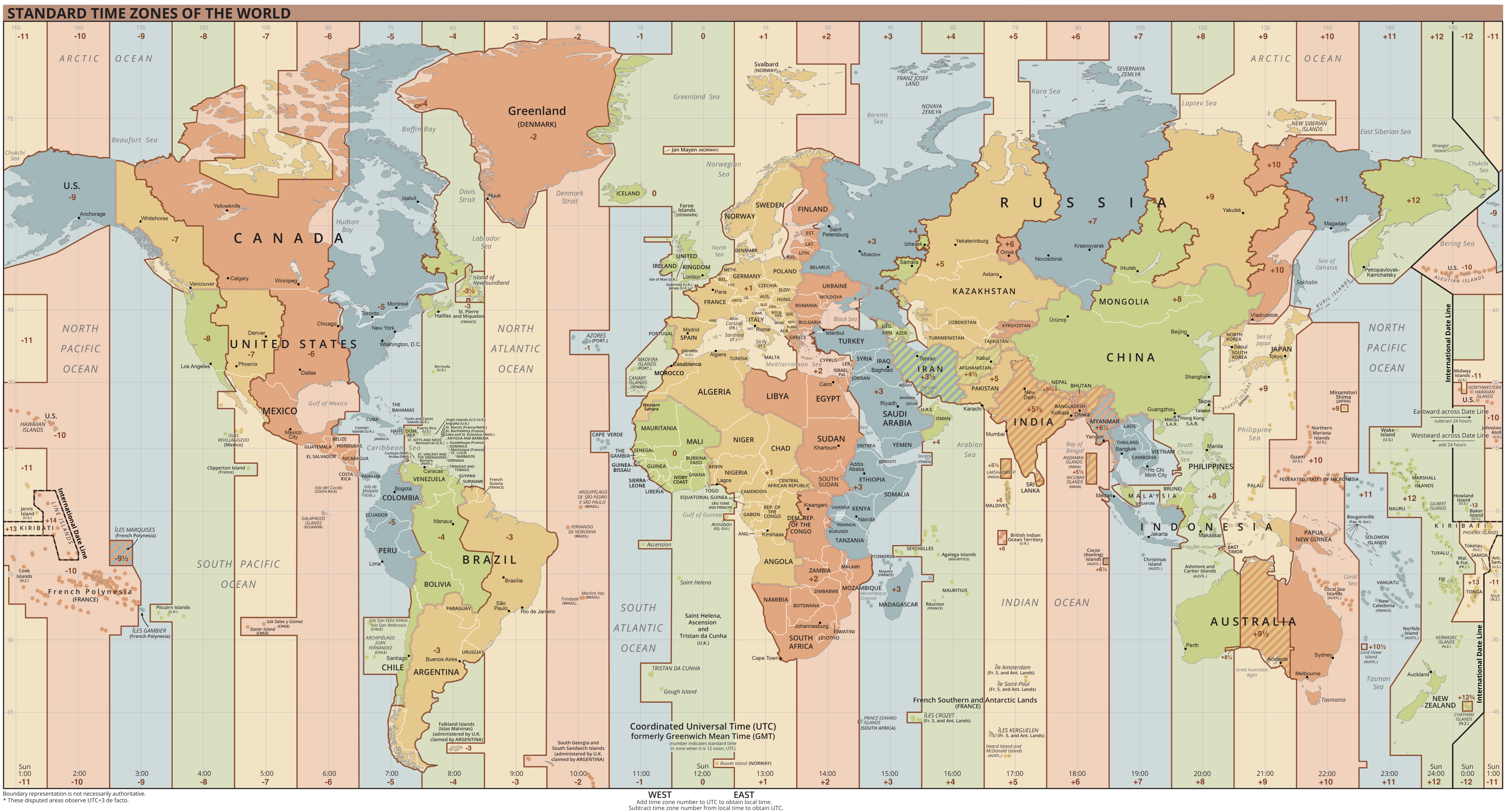
Zonas horárias do mundo.

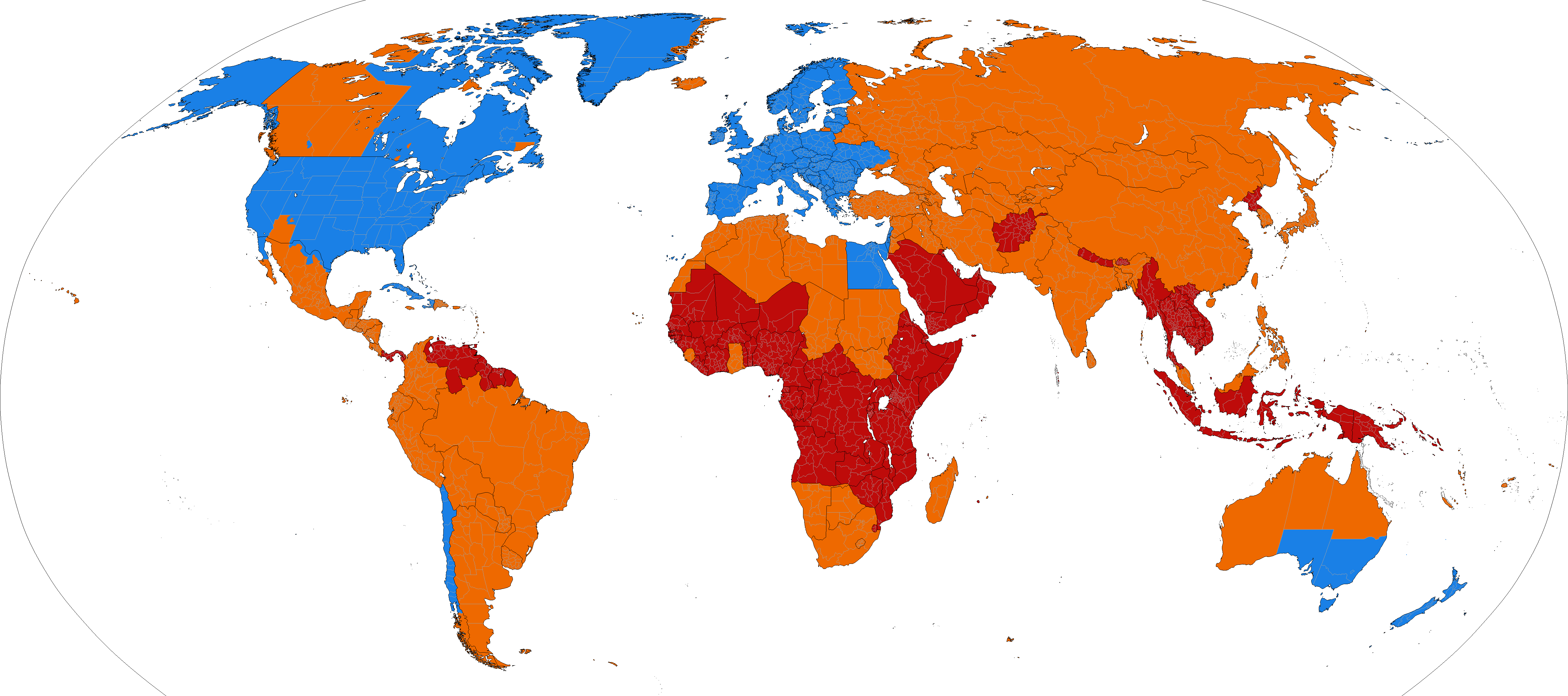
Horário de verão no mundo
Regiões que adotam o Horário de Verão
Regiões que já adotaram Horário de Verão, mas não usam atualmente
Regiões que nunca adotaram Horário de Verão

| Letra | Palavra  | Diferença      |
| ----- | -------- | -------------- |
| Y     | Yankee   | UTC − 12 horas |
| X     | X-Ray    | UTC − 11 horas |
| W     | Whisky   | UTC − 10 horas |
| V     | Victor   | UTC − 9 horas  |
| U     | Uniform  | UTC − 8 horas  |
| T     | Tango    | UTC − 7 horas  |
| S     | Sierra   | UTC − 6 horas  |
| R     | Romeo    | UTC − 5 horas  |
| Q     | Quebec   | UTC − 4 horas  |
| P     | Papa     | UTC − 3 horas  |
| O     | Oscar    | UTC − 2 horas  |
| N     | November | UTC − 1 hora   |
| Z     | Zulu     | igual ao UTC   |
| A     | Alpha    | UTC + 1 hora   |
| B     | Bravo    | UTC + 2 horas  |
| C     | Charlie  | UTC + 3 horas  |
| D     | Delta    | UTC + 4 horas  |
| E     | Echo     | UTC + 5 horas  |
| F     | Foxtrot  | UTC + 6 horas  |
| G     | Golf     | UTC + 7 horas  |
| H     | Hotel    | UTC + 8 horas  |
| I     | India    | UTC + 9 horas  |
| K     | Kilo     | UTC + 10 horas |
| L     | Lima     | UTC + 11 horas |
| M     | Mike     | UTC + 12 horas |

## Zonas horárias no mundo

### Zonas horárias brasileiras
O Brasil possui quatro zonas horárias:
- UTC−2: Atol das Rocas, Fernando de Noronha, São Pedro e São Paulo, Trindade e Martim Vaz;
- UTC−3: regiões Sul, Sudeste e Nordeste; estados de Goiás, Tocantins, Pará e Amapá; e o Distrito Federal;
- UTC−4: estados do Mato Grosso, Mato Grosso do Sul, Rondônia, Roraima, e a parte do Amazonas que fica a leste da linha que interliga Tabatinga e Porto Acre;
- UTC−5: estado do Acre e a porção do Amazonas que fica a oeste da linha mencionada no parágrafo anterior.

### Zonas horárias portuguesas
Em Portugal continental e na Madeira vigora a zona horária UTC+0. Nos Açores a zona UTC-1.
Em 1992 Portugal adotou o horário da Europa Central (fuso UTC+1), sob a máxima de facilitar as comunicações e transportes internacionais.
Contudo, as queixas iam-se acumulando. As pessoas saíam de casa às 9 horas da manhã, no inverno, e ainda o Sol não despontava no horizonte. No verão, o céu enegrecia por completo apenas por volta da meia-noite. Em 1996 voltou-se a usar a zona UTC+0.
Em Portugal continental a zona UTC+0 distancia-se, numa média, de "37 minutos" em relação à hora do Sol.

### Zonas horárias espanholas
Historicamente em Espanha usava-se a zona horária UTC+0. O país abandonou a zona horária correspondente ao seu fuso horário em 2 de Maio de 1942, por decisão de Francisco Franco, que preferiu ajustar o relógio nacional com o da Alemanha Nazista de Hitler.

### Zonas horárias francesas
A França, com os seus territórios ultramarinos, é o país com maior número de zonas horárias: 12.

### Zonas horárias russas
O país com maior número de fusos horários e zonas horárias em território contínuo é a Rússia, que se distribui por 11.

## Zonas horárias especiais

### Antártida
A zona horária oficial da Antártida é única, a GMT 0.00, de Greenwich, Londres. É, porém, comum que nas bases instaladas no continente, seja adotado o horário do país ao qual a base pertence.

### Zonas de meia hora
Há dez zonas horárias com desfasamento de X.1/2 em relação ao GMT 0 de Greenwich (sendo X um número inteiro de 1 a 12):
- GMT + 3.1/2 - Irã
- GMT + 4.1/2 - Afeganistão
- GMT + 5.1/2 - Índia
- GMT + 6.1/2 - Myanmar
- GMT + 8.1/2 - Coreia do Norte [18]
- GMT + 9.1/2 - Território do Norte - Austrália
- GMT + 10.1/2 - Austrália Meridional - Austrália
- GMT + 11.1/2 - Ilha Norfolk
- GMT - 3.1/2 - St. John's - Canadá
- GMT - 9.1/2 - Arquipélago das Marquesas na Polinésia Francesa

### Zonas de 3/4 hora
Há três zonas horárias com defasamento de X.3/4 (Xh 45 min):
- GMT + 5.3/4- Nepal
- GMT + 8.3/4 - Caiguna e Eucla na Austrália Ocidental, Austrália
- GMT + 12.3/4 - Ilhas Chatham - Nova Zelândia

### Zonas > +12 GMT
Além das já citadas Ilhas de Chathan, há duas zonas horárias que vão além da GMT +12, estabelecidas em 1994 com a eliminação do dia 31.12.1994.
- GMT +13 - Ilhas Phoenix em Kiribati (era GMT -11); também em Tonga; idem Samoa, cuja zona foi mudada de -11 GMT para +13 GMT em 1º de janeiro de 2012.
- GMT +14 - Espórades Equatoriais, em Kiribati (era GMT -10).

## Zonas marítimas
As zonas horárias marítimas foram estabelecidas em 1920 e são consideradas por embarcações quando em Alto mar, não incluídas aí as Águas territoriais dos países, ilhas, territórios de ultramar, etc. São zonas ditas "ideais", pois seguem exatamente os fusos, isto é, os Meridianos. O horário deve ser adiantado ou atrasado em uma hora, cada vez que um dos meridianos múltiplos de 15° (+/-7° 30') seja cruzado.

## Zonas extremas
A mais populosa das zonas horárias é a GMT +8, da República Popular da China (quase toda a população do fuso), da Mongólia, de parte da Rússia (na Sibéria), oeste da Austrália. Essa é também a zona horária que cobre maior extensão territorial. Sobre o território da China, aproximadamente ao longo do 38º30'N, se estende por cerca de 4 060 km, entre as longitudes 75ºE e 122ºE.
A segunda mais populosa é a GMT +5.1/2, da Índia. São bem populosas as zonas:
- GMT + 1 - maior parte da Europa, oeste da África (é a zona de maior área)
- GMT - 5 - grande parte dos Estados Unidos, noroeste da América do Sul
- GMT - 3 - Brasil, sudeste da América do Sul
- GMT + 3 - Rússia Europeia, Península Arábica, leste da África

As menos populosas são as 7 quase "vazias" que ficam no meio dos grandes oceanos:
- no Pacífico - GMT +11, GMT +/-12, GMT -11, GMT -10, GMT -9
- no Atlântico - GMT -1 e GMT -2

A zona com mais países é a UTC+1 (GMT +1), oeste da Europa e meio oeste da África, com 42 países.
O fuso que passa, na direção dos meridianos, por mais terras (menos mares) é o UTC+2 (GMT +2), que cobre do extremo norte da Noruega ao sul da África do Sul, cerca de 11 mil km. O fuso UTC-3 (GMT -3) tem seus pontos extremos, norte da Groenlândia e Terra do Fogo (Argentina), mais distantes (cerca de 14,5 mil km), porém passa por longa extensão do Oceano Atlântico.

## Swatch Internet Time
Swatch Internet Time (também conhecido por Tempo Internet, Internet Time ou Biel Universal Time) é uma outra forma de contar o tempo mundial, tendo como unidade o .beat, criada pela fabricante de relógios Swatch da Suíça. Biel Meantime (BMT) é o meridiano inicial (@000), situado na rua Jakob-Staempfli, em Biel, na Suíça. Foi inaugurado em 23 de outubro de 1998. O sistema consiste na eliminação da base hexadecimal e dos fusos horários utilizados atualmente. A hora mundial torna-se padrão em todos os lugares sendo o dia dividido em 1 000 beats. A simbologia deste sistema é representada pelo @ (@500 .beats, @650 .beats, @700 .beats...), assim quando em um lugar for @300 .beats do outro lugar também será @300 .beats. O sinal de arroba (@) pronunciado como at, significa em ou às. Beat em inglês é batida. Um beat é equivalente a 1 minuto e 26,4 segundos.
A vantagem desta atribuição é não ser necessário a utilização de fórmulas, pois não existem fusos horários diferentes; internautas podem marcar encontros na rede mundial de computadores sem ficar calculando os fusos.
Este é o Tempo Internet quando esta página foi gerada: {{{1}}}

## Jet lag
O jet lag (também conhecida por doença do fuso horário) é a perda de ritmo e concentração ao se passar por fusos horários diferentes em pouco tempo. Seus sintomas consistem em irritabilidade, cefaleia, taquicardia e alteração dos padrões de sono e fome. Esse tipo de alteração ocorre devido às mudanças de hábitos (hora de comer e de dormir, por exemplo). Os efeitos do jet lag são mais evidentes quando a diferença de horário entre o ponto de saída e o destino é superior a quatro horas. É necessário, em média, um dia de descanso para cada hora de diferença.